# Circle of Life
Circle of Life (Nederlands: De kringloop van het leven) is een lied uit de Disneyfilm, De Leeuwenkoning, die in 1994 werd uitgebracht. In het begin van de eerste film is het lied te horen. Tijdens het lied is ook te zien hoe de leeuwenbaby Simba wordt gepresenteerd aan de dieren van het koninkrijk.
Het lied is gecomponeerd door Elton John, met tekst van Tim Rice. In de Engelstalige versie van de film wordt het lied gezongen door: Carmen Twillie en Lebo M. Elton John nam zelf ook een versie van het nummer op, welke onder andere op de soundtrack van de film staat. Elton John zelf trad daarna nog vaak op met pianosolo's met onder andere The Circle of Life. De Nederlandstalige versie werd gezongen door: B.B. Queen en Lebo M.

## Elton John versie
Het nummer bereikte zowel in de Nederlandse Top 40 als in de Vlaamse Ultratop 50 de vijfde plaats.

### Hitnoteringen

#### Nederlandse Top 40
| Hitnotering: 03-12-1994 t/m 04-03-1995 | Hitnotering: 03-12-1994 t/m 04-03-1995 | Hitnotering: 03-12-1994 t/m 04-03-1995 | Hitnotering: 03-12-1994 t/m 04-03-1995 | Hitnotering: 03-12-1994 t/m 04-03-1995 | Hitnotering: 03-12-1994 t/m 04-03-1995 | Hitnotering: 03-12-1994 t/m 04-03-1995 | Hitnotering: 03-12-1994 t/m 04-03-1995 | Hitnotering: 03-12-1994 t/m 04-03-1995 | Hitnotering: 03-12-1994 t/m 04-03-1995 | Hitnotering: 03-12-1994 t/m 04-03-1995 | Hitnotering: 03-12-1994 t/m 04-03-1995 | Hitnotering: 03-12-1994 t/m 04-03-1995 | Hitnotering: 03-12-1994 t/m 04-03-1995 | Hitnotering: 03-12-1994 t/m 04-03-1995 |
| Week:                                  | 1                                      | 2                                      | 3                                      | 4                                      | 5                                      | 6                                      | 7                                      | 8                                      | 9                                      | 10                                     | 11                                     | 12                                     | 13                                     |                                        |
| -------------------------------------- | -------------------------------------- | -------------------------------------- | -------------------------------------- | -------------------------------------- | -------------------------------------- | -------------------------------------- | -------------------------------------- | -------------------------------------- | -------------------------------------- | -------------------------------------- | -------------------------------------- | -------------------------------------- | -------------------------------------- | -------------------------------------- |
| Positie:                               | 33                                     | 23                                     | 16                                     | 14                                     | 8                                      | 5                                      | 5                                      | 8                                      | 11                                     | 18                                     | 20                                     | 26                                     | 31                                     | uit                                    |

#### Vlaamse Ultratop 50
| Hitnotering: 26-11-1994 t/m 04-03-1995 | Hitnotering: 26-11-1994 t/m 04-03-1995 | Hitnotering: 26-11-1994 t/m 04-03-1995 | Hitnotering: 26-11-1994 t/m 04-03-1995 | Hitnotering: 26-11-1994 t/m 04-03-1995 | Hitnotering: 26-11-1994 t/m 04-03-1995 | Hitnotering: 26-11-1994 t/m 04-03-1995 | Hitnotering: 26-11-1994 t/m 04-03-1995 | Hitnotering: 26-11-1994 t/m 04-03-1995 | Hitnotering: 26-11-1994 t/m 04-03-1995 | Hitnotering: 26-11-1994 t/m 04-03-1995 | Hitnotering: 26-11-1994 t/m 04-03-1995 | Hitnotering: 26-11-1994 t/m 04-03-1995 | Hitnotering: 26-11-1994 t/m 04-03-1995 | Hitnotering: 26-11-1994 t/m 04-03-1995 | Hitnotering: 26-11-1994 t/m 04-03-1995 | Hitnotering: 26-11-1994 t/m 04-03-1995 |
| Week:                                  | 1                                      | 2                                      | 3                                      | 4                                      | 5                                      | 6                                      | 7                                      | 8                                      | 9                                      | 10                                     | 11                                     | 12                                     | 13                                     | 14                                     | 15                                     |                                        |
| -------------------------------------- | -------------------------------------- | -------------------------------------- | -------------------------------------- | -------------------------------------- | -------------------------------------- | -------------------------------------- | -------------------------------------- | -------------------------------------- | -------------------------------------- | -------------------------------------- | -------------------------------------- | -------------------------------------- | -------------------------------------- | -------------------------------------- | -------------------------------------- | -------------------------------------- |
| Positie:                               | 38                                     | 28                                     | 32                                     | 44                                     | 19                                     | 12                                     | 9                                      | 8                                      | 5                                      | 6                                      | 9                                      | 12                                     | 20                                     | 24                                     | 31                                     | uit                                    |

#### NPO Radio 2 Top 2000
| Nummer met noteringen in de NPO Radio 2 Top 2000 | '99 | '00-'01 | '02 | '03 | '04 | '05 | '06 | '07  | '08 | '09  | '10  | '11 | '12 | '13 | '14  | '15 | '16  | '17 | '18 | '19 | '20 | '21 | '22 | '23 | '24 |
| ------------------------------------------------ | --- | ------- | --- | --- | --- | --- | --- | ---- | --- | ---- | ---- | --- | --- | --- | ---- | --- | ---- | --- | --- | --- | --- | --- | --- | --- | --- |
| Circle of Life                                   | 493 | -       | 925 | 639 | 736 | 998 | 819 | 1031 | 862 | 1115 | 1049 | 961 | 895 | 842 | 1005 | 951 | 1023 | 798 | 684 | 527 | 638 | 686 | 600 | 615 | 533 |

1. ↑  Een '-' betekent dat het nummer niet was genoteerd en een vetgedrukt getal geeft de hoogste notering aan.